# Neue Fricktaler Zeitung
Die Neue Fricktaler Zeitung ist eine selbständige und unabhängige regionale Zeitung aus Rheinfelden und Frick für das gesamte Fricktal, die dreimal wöchentlich als abonnierte Zeitung erscheint. Die WEMF-beglaubigte Auflage beträgt 5'794 (Vj. 6'014) verkaufte bzw. 6'127 (Vj. 6'351) verbreitete Exemplare. Die Donnerstagausgabe wird als Grossausgabe an alle Haushalte im Fricktal verteilt und erreicht eine Auflage von 39'812 (Vj. 38'703) Exemplaren.
Eigentümer sind die Familie Herzog aus Rheinfelden (79 % der Aktien) und die Basler Zeitung Medien aus Basel (21 %).
Die Neue Fricktaler Zeitung entstand am 13. April 2005 aus der Fusion der Fricktaler Zeitung und des Fricktaler Boten. Der älteste Vorläufer der Zeitung ist die 1861 gegründete Volksstimme aus dem Fricktal.